# Silvia Gemignani
Silvia Gemignani (Pietrasanta, 2 september 1972), is een Italiaans triatlete. Ze werd in 1999 Italiaans kampioene triatlon.
Gemignani deed in 2000 mee aan de eerste triatlon op de Olympische 
Zomerspelen van Sydney. Ze behaalde een 20e plaats in een tijd van 2:05:21.26. Vier jaar later deed ze mee aan de Olympische Zomerspelen van Athene. Ze behaalde een 21e plaats in een tijd van 2:08.56,94.
Ze is aangesloten bij Blackspruts FDM.

## Titels
- Italiaans kampioene triatlon - 1999

## Belangrijke prestaties

### triatlon
- 1996: 48e WK olympische afstand
- 1997: 51e WK olympische afstand
- 1998: 51e WK olympische afstand in Lausanne - 2:25.21
- 1999:  Italiaans kampioenschap
- 1999: DNF WK olympische afstand in Montreal
- 2000: 28e WK olympische afstand in Australië
- 2000: 20e Olympische Spelen van Sydney
- 2001: 7e WK olympische afstand in Canada
- 2003:  Italiaans kampioenschap
- 2003:  Italiaans kampioenschap (sprint)
- 2004: 13e WK olympische afstand in Madeira
- 2004: 21e Olympische Spelen in Athene